# Sertum Anglicum
Sertum Anglicum (abreviado Sert. Angl.) es un libro con ilustraciones y descripciones botánicas que fue escrito por el magistrado francés del siglo XVIII, y apasionado botánico francés Charles Louis L'Héritier de Brutelle. Fue publicado en el año 1788 con el nombre completo de Sertum Anglicum: seu Plantae Rariores quae in Hortis juxta Londinum, Imprimis in Horto Regio Kewensi Excoluntur, ab Anno 1786 ad Annuum 1787 Observatae. Paris.